# 小崎哲資
小崎 哲資（こさき てつじ、1952年（昭和27年）1月27日 -）は、日本の実業家。

## 人物
2002年（平成14年）、みずほホールディングス（みずほHD）は不良債権処理を進めたが、結果として巨額の赤字を計上し、優先株式の形で注入された2兆円以上の公的資金に対する配当の原資が枯渇する危機に直面していた。同社の事業再構築推進チーム委員長に就任した小崎は、みずほHDの親会社としてさらに株式会社みずほフィナンシャルグループを設立し、持株会社を重ねるという「二重持株会社方式」を考案した。傘下の黒字企業と赤字企業を2つの持株会社で振り分け、みずほは配当を実現した。さらに2003年（平成15年）、みずほは3月期決算で自己資本比率を大幅に低下させ、BIS規制に抵触する寸前になっていた。この際、みずほの取引先企業3500社を引受先とする1兆円増資のスキームづくりを主導し、2度にわたるみずほの窮地脱出を支えた。こうした手腕を買われ、2004年（平成16年）には取締役に就任。翌年以降の中期経営計画「Channel to Discovery」プラン策定を指揮した。
2007年（平成19年）秋にはみずほ銀行副頭取・クレジット委員会委員長に就任し、与信査定を厳格化。不動産業界などの問題企業に対する融資を適正水準に下げるよう指示を下し、「みずほショック」と呼ばれる合理主義の経営を打ち出している。アーバンコーポレイション、スルガコーポレーション、グッドウィル・グループからの融資回収・債権売却はこれらの企業の経営危機の引き金ともなった。
2009年（平成21年）4月、社長に昇格した塚本隆史の後任として、FGの副社長執行役員に就任。株主総会後に代表権のある取締役副社長に就任。
2010年（平成22年）4月、興銀系の不動産企業、常和ホールディングス（現・ユニゾホールディングス）社長に転じ、2020年（令和2年）6月まで務めた。

## 略歴
- 1976年（昭和51年） - 東京大学法学部卒、日本興業銀行（興銀）入行
- 2000年（平成12年） - 興銀がみずほホールディングス（みずほHD）を設立、同統合推進部長
- 2002年（平成14年） - みずほコーポレート銀行経営企画部長・企画グループシニアオコーポレートオフィサー、みずほHD事業再構築推進チーム委員長
- 2003年（平成15年） - みずほコーポレート銀行執行役員、みずほHDがみずほフィナンシャルグループ（みずほFG）に改組
- 2004年（平成16年） - みずほコーポレート銀行常務、みずほFG常務取締役企画グループ長兼コンプライアンス統括グループ長
- 2005年（平成17年） - みずほFG常務取締役IT・システム・事務グループ長
- 2007年（平成19年） - みずほ銀行副頭取
- 2009年（平成21年） - みずほフィナンシャルストラテジー社長、みずほフィナンシャルグループ取締役副社長執行役員 財務・主計グループ長
- 2010年（平成22年） - 常和ホールディングス代表取締役社長
- 2011年（平成23年） - 同代表取締役社長兼社長執行役員[4]
- 2015年（平成27年） - ユニゾホールディングス代表取締役社長兼社長執行役員（商号変更）